# Abu Alcacim Amade ibne Huceine ibne Cassi
Abu Alcacim Amade ibne Huceine ibne Cassi (Abu-l-Qasim Ahmad ibn al-Husayn ibn Qasi; Taifa de Silves, †1151), foi um líder político sufista, de oposição à dinastia almorávida em Algarbe Alandalus. Foi um aliado e amigo de Afonso Henriques, primeiro rei de Portugal.  
Acredita-se que ele era um aluno da escola sufista de ibne Alarife e amigo de ibne Barrajane de Sevilha, tendo escrito o tratado religioso Khal an-Nalayn (em português, Descalçar das Sandálias, título derivado de uma passagem do Corão, capítulo XX 11:12), de influência masarriana (que havia sido perseguido pelas autoridades omíadas). Declarando-se mádi, foi proclamado imame de Mértola, onde foi reconhecido por cerca de 130 pessoas, o seu jugo durando apenas um ano. 
O seu título foi contestado por Almumine, do Califado Almóada, a quem pediu ajuda contra Ibne Wazir. Foi preso e assassinado pelos almóadas antes de conseguir consolidar-se no poder. Ibne Cassi era provavelmente um muladi, ou descendente de cristãos convertidos, de origem romana, dado que seu nome viria de Cássio (em latim: Cassius). Apesar de ter nome idêntico aos Ibne Cassi do nordeste da península, não há documentação que ateste a ligação genealógica.

## Representações na cultura
A sua vida e obra são alvo da obra de Adalberto Alves, As Sandálias do Mestre, de 2001.